# عصر محمد علي (كتاب)
عصر محمد علي كتاب من تأليف المؤرخ المصري عبد الرحمن الرافعي وتم نشره عام 1930، ويعد هذا الكتاب من أبرز الكتب التي تناولت حقبة محمد على التاريخية.

## عن الكتاب
عصر محمد على باشا عصر النهضة الذي نفض عن مصر غبار التراجع في شتى المجالات. العلمية والسياسية والاجتماعية والثقافية والتعليمية. عصر تناولته كثير من الدراسات والمؤرخين والباحثين، وهذا الكتاب الذي وضعه” عبد الرحمن الرافعي” عن هذه الحقبة الزمنية الهامة من تاريخ مصر. يتناول فيه الزعامة الشعبية في السنوات الأولى من حكم ( محمد على) ، الحملة الإنجليزية سنة 1807م وفشلها. ينتقل بعد هذا إلى مرحلة الإقصاء والاختفاء للزعامات الشعبية عن الميدان السياسي وانفراد ( محمد على) بالحكم، يتناول تحقيق الاستقلال القومي والحروب المتعددة من فتح السودان، اليونان ، سوريا وغيرها. ثم الولوج إلى السياسة الداخلية من تعليم واجتماع واقتصاد والقوة العسكرية للبلاد وغيرها.

## روابط خارجية
طالع كتاب عصر محمد علي على موقع جود ريدز
- نسخة من الكتاب علي موقع مكتبة الإسكندرية - بصيغة PDF